# 国民読書年
国民読書年（こくみんどくしょねん）とは、日本で2008年（平成20年）6月6日の衆議院・参議院での全会一致による「国民読書年に関する決議」にもとづいて制定された。「文字・活字文化振興法」の制定・施行5周年にあたる2010年が指定され、関連行事や広報番組の放送が取り組まれていた。

## 国民読書年に関する決議
決議では、深刻化する活字離れ、読書離れが危惧される昨今の状況を踏まえて、文字・活字によって伝えられてきた知的遺産を継承・発展させるために、2010年を「国民読書年」に制定し、政官民協力の下で、国をあげてあらゆる努力を重ねることが宣言されている。

## 経緯
- 1999年、「子ども読書年に関する決議」を衆議院・参議院で採択。2000年を子ども読書年とした。
- 2001年、「子どもの読書活動の推進に関する法律」を立法化。
- 2005年、「文字・活字文化振興法」を制定。
- 2008年6月6日、衆議院・参議院で「国民読書年に関する決議」採択[1][2]。2010年を国民読書年に指定。同年6月16日、財団法人文字・活字文化推進機構が憲政記念館講堂で報告集会開催[3]。

## 民間の推進体制
- 2008年11月18日、文字・活字文化推進機構が「国民読書年推進会議」（座長＝安藤忠雄）を発足。日本書籍出版協会、日本PTA全国協議会、日本労働組合総連合会、活字文化議員連盟、図書議員連盟、子どもの未来を考える議員連盟などの各代表が役員に就任した。
- 2009年7月からACジャパンによる新聞、雑誌、テレビ、ラジオなどで「コトバダイブしよう。」のキャッチフレーズによる広告がスタート。同年10月19日、国民読書年推進会議において、「国民読書年」のロゴとキャッチフレーズ「じゃあ、読もう。」が発表された。ロゴは、規定の色指定と「使用上の注意」に従えば、誰でも利用できる。
- 2010年1月6日放送の政府広報番組「キク！みる！」で国民読書年特集が取り組まれた他、ラジオ、新聞での広報がすすめられている。